# Johan Adolf Bask
Johan Adolf Bask, född 13 oktober 1853 i Helsingfors, död där 29 januari 1917, var en finländsk pianotillverkare i Helsingfors.
Under sin livstid tillverkade Bask ett 50-tal pianinon.

## Biografi
Bask föddes 13 oktober 1853 i Helsingfors. Han var son till Anna Lovisa Bask. Bask bodde 1868 i Kisko, Västnyland. Under 1870-talet gjorde han sin praktik hos klavertillverkaren Johan Erik Engström i Helsingfors. I augusti 1877 flyttade Bask till S:t Petersburg. Han gifte sig där med Maria Matilda Högberg (1851–1927). 1882 flyttade han tillbaka till Helsingfors och började tillverka pianinon på egen hand. Hans verkstad var belägen på Annegatan 3 och hade omkring 10-12 personal anställda. 1890 gick företaget i konkurs. Trots detta fortsatte Bask att tillverkar och reparera instrument i mindre skala. 1911 ingick han kompanjonskap med pianohandlaren Carl Palmgren. Bask avled 29 januari 1917.

## Instrument

### Bevarade instrument
Det har funnits pianinon i äldre hem i Helsingfors.